# Teorema di Schaefer
In matematica, il teorema di Schaefer o teorema del punto fisso di Schaefer è un teorema di punto fisso in spazi di Banach ed è un caso particolare del teorema di Leray-Schauder (vedi anche teorema di Schauder).
Sia {\displaystyle X} uno spazio di Banach. Si supponga che {\displaystyle A\colon X\to X} sia un'applicazione continua e compatta. Si assuma inoltre che l'insieme:
{\displaystyle \{u\in X\mid \exists \ \lambda \in [0,1]:u=\lambda \,A[u]\}}
sia limitato. Allora {\displaystyle A} possiede un punto fisso.
Le applicazioni di questo metodo si basano sull'esistenza di stime a priori.